# Erre, Nord
Erre är en kommun i departementet Nord i regionen Hauts-de-France i norra Frankrike. Kommunen ligger i kantonen Marchiennes som tillhör arrondissementet Douai. År 2022 hade Erre 1 576 invånare.

## Befolkningsutveckling
Antalet invånare i kommunen Erre
| Referens: INSEE |